# Lijst van voetbalinterlands Samoa - Tonga
Deze lijst van voetbalinterlands geeft een overzicht van alle officiële voetbalinterlands tussen de nationale teams van Samoa en Tonga. De landen hebben tot nu toe twaalf keer tegen elkaar gespeeld. De eerste ontmoeting, een kwalificatiewedstrijd voor de OFC Nations Cup 1996, werd gespeeld in Apia op 25 november 1994. Het laatste duel, een kwalificatiewedstrijd voor het Wereldkampioenschap voetbal 2026, vond plaats op 9 september 2024 in de Samoaanse hoofdstad.

## Wedstrijden
| №  | Plaats        | Datum            | Competitie                        | Wedstrijd     | Uitslag |
| -- | ------------- | ---------------- | --------------------------------- | ------------- | ------- |
| 1  | Apia          | 25 november 1994 | OFC Nations Cup 1996 kwalificatie | Tonga − Samoa | 2 − 2   |
| 2  | Nuku'alofa    | 15 november 1996 | WK 1998 kwalificatie              | Tonga − Samoa | 1 − 0   |
| 3  | Avarua        | 7 september 1998 | OFC Nations Cup 1998 kwalificatie | Tonga − Samoa | 0 − 2   |
| 4  | Papeete       | 8 juni 2000      | OFC Nations Cup 2000 kwalificatie | Samoa − Tonga | 4 − 0   |
| 5  | Coffs Harbour | 7 april 2001     | WK 2002 kwalificatie              | Samoa − Tonga | 0 − 1   |
| 6  | Apia          | 9 maart 2002     | OFC Nations Cup 2002 kwalificatie | Samoa − Tonga | 2 − 0   |
| 7  | Apia          | 29 augustus 2007 | WK 2010 kwalificatie              | Samoa − Tonga | 2 − 1   |
| 8  | Apia          | 24 november 2011 | WK 2014 kwalificatie              | Samoa − Tonga | 1 − 1   |
| 9  | 'Ãtele        | 4 september 2015 | WK 2018 kwalificatie              | Tonga − Samoa | 0 − 3   |
| 10 | Apia          | 12 juli 2019     | Pacifische Spelen 2019            | Samoa − Tonga | 2 − 0   |
| 11 | Nuku'alofa    | 20 maart 2024    | OFC Nations Cup 2024 kwalificatie | Tonga − Samoa | 1 − 4   |
| 12 | Apia          | 9 september 2024 | WK 2026 kwalificatie              | Tonga − Samoa | 1 − 2   |

## Samenvatting
| Competitie                   | Totaal gespeeld | Winst Samoa | Gelijk | Winst Tonga | Doelsaldo Samoa – Tonga |
| ---------------------------- | --------------- | ----------- | ------ | ----------- | ----------------------- |
| WK-kwalificatie              | 6               | 3           | 1      | 2           | 8 − 3                   |
| OFC Nations Cup-kwalificatie | 5               | 4           | 1      | 0           | 14 − 3                  |
| Pacifische Spelen            | 1               | 1           | 0      | 0           | 2 − 0                   |
| Totaal                       | 12              | 8           | 2      | 2           | 24 − 6                  |

FFS · 
A-internationals · 
Samoaans vrouwenelftal
1989 – 1999 · 
2000 – 2009 · 
2010 – 2019 ·
2020 − 2029
Amerikaans-Samoa ·
Australië ·
Cookeilanden ·
Fiji ·
Nieuw-Caledonië ·
Nieuw-Zeeland ·
Papoea-Nieuw-Guinea ·
Salomonseilanden ·
Tahiti ·
Tonga ·
Vanuatu
TFA · 
Tongaans vrouwenelftal
Interlands
Tegenstander:
Amerikaans-Samoa ·
Australië ·
Cookeilanden ·
Fiji ·
Nieuw-Caledonië ·
Papoea-Nieuw-Guinea ·
Salomonseilanden ·
Samoa ·
Tahiti ·
Vanuatu